# 中山夏月姫
中山 夏月姫（なかやま なつめ、2005年7月20日 - ）は、日本の歌手、アイドル。女性アイドルグループOCHA NORMAのメンバー。
石川県加賀市出身。アップフロントプロモーション所属。ハロプロ研修生加入前は、中山 なつめ名義でアイドルグループSweetガールのメンバーとして活動していた。
2023年5月より加賀温泉郷観光大使を務める。

## 略歴
2016年
- 「モーニング娘。'16 『新世紀』オーディション」に2回応募するも、1回目は3次審査で、2回目は合宿審査で落選。

2017年
- 3月6日、島倉りか・日比麻里那・江口紗耶・土居麗菜・岡村美波・松永里愛・山田苺とともにハロプロ研修生に加入。

2020年
- 7月26日、『Hello! Project 研修生発表会2020 〜夏の公開実力診断テスト〜』にて℃-uteの「涙の色」を披露し、『鈴木愛理賞』を受賞。

2021年
- 5月29日、『Hello! Project 研修生発表会2021 〜春の公開実力診断テスト〜』にてHigh-Kingの「記憶の迷路」を披露し、『準ベストパフォーマンス賞』を受賞。
- 7月5日、ハロプロ研修生のドキュメンタリー番組『ハロドリ。』にて、新グループ（後のOCHA NORMA）に広本瑠璃・西﨑美空・北原ももとともに加入することを発表。
- 12月12日、OCHA NORMAのメンバーとしてハロー!プロジェクトに加入。

2022年
- 7月13日、シングル「恋のクラウチングスタート/お祭りデビューだぜ!」でOCHA NORMAとしてメジャーデビュー。
- 9月7日、1st写真集「夏月姫17歳」を発売。

2023年
- 5月15日、加賀温泉郷観光大使に就任することを発表。同月31日、加賀温泉郷観光大使就任式に出席。

2025年
- 1月2日、Instagramを開設。
- 7月20日、2nd写真集「Almost」を発売。

## 人物
- メンバーカラーはホワイト。
- 血液型A型。身長164 cm[14]。
- 好きな音楽ジャンルはJ-POP。好きなスポーツはプロレス、新体操（見る専門）。趣味はファッション雑誌を読む事、ボーっとする事[15]。
- ロスインゴをきっかけにプロレスを好きになり、後に女子プロレスも観るようになった[16]。
- OCHA NORMAの公式Xにおいて、元AV女優の三上悠亜がプロデュースしているアパレルブランドの服を着用したこと、三上のファンであることを報告しており、投稿については賛否が分かれている[17]。
- 座右の銘は「夢は逃げない。逃げるのはいつも自分だ。」[15]。
- 祖父と父が漆器を作る職人で、祖父は蒔絵師、父は下地をしていた。祖父は茶道の「棗（なつめ）」に絵を描いていたため、「夏月姫（なつめ）」と命名された。なお、男の子だったとしても、漢字を変えて「なつめ」になっていたという[18]。
- ローカルアイドルから好きになり、初めて観たハロプロのMVが℃-uteの「桃色スパークリング」だった。当時はグループ名もメンバーもわからないまま鈴木愛理が着ていた衣装がかわいいと思い、同じような服を着て、振りコピをしていたのがきっかけでハロプロを好きになった。その様子を見た父親が、モーニング娘。のオーディションを見つけたという[19][20]。憧れの先輩はモーニング娘。の牧野真莉愛[21][22]。
- 2024年1月1日、帰省中の石川県内で能登半島地震に遭う。加賀市内の実家に大きな被害はなかった[23]。その後、中山は被災した石川県の力になれるような活動がしたいと所属事務所に相談したところ、「【加賀温泉郷×HELLO! PROJECT】中山夏月姫FSK付き宿泊プラン」の実施が、事務所と加賀温泉郷の協力により決定[24]。この宿泊プランの売上の一部は、能登半島地震災害支援金として加賀市へ寄附される[25]。

## 出演

### ラジオ
- 宮崎由加とOCHA NORMA中山夏月姫のPinky Friday GOLD（エフエム石川、2023年9月1日 - ）

### イベント
- 東京女子プロレス GRAND PRINCESS '23（2023年3月18日、有明コロシアム） - ゲスト解説[16]
- 加賀温泉郷観光大使就任式 & トークイベント（2023年5月31日、アビオシティ加賀セントラルコート）
- 東京女子プロレス WRESTLE PRINCESS IV（2023年10月9日、東京たま未来メッセ） - ゲスト解説
- 北陸新幹線加賀温泉駅開業記念まつり『加賀未来市.』（2023年11月4日、アビオシティ加賀 駐車場特設会場）
- 北陸新幹線加賀温泉駅開業記念『加賀未来市.』（2024年3月16日、加賀温泉駅周辺）
- TJPW Year-End Party 2024（2024年12月29日、後楽園ホール）- WRESTLE UNIVERSE・ゲスト解説[26]

### 舞台
- STAGE VANGUARD「悪嬢転生」リニューアル公演（2023年5月25日、COTTON CLUB） - ゲスト出演[27]
- 演劇女子部「ミラーガール」（2024年11月8日 - 17日、こくみん共済 coop ホール／スペース・ゼロ） - 宮本太一 役

## 書籍

### 写真集
- 夏月姫17歳（2022年9月7日、オデッセー出版、撮影：大塚素久）ISBN 978-4-908643-79-8[10]
- Almost（2025年7月20日、オデッセー出版、撮影：山田康太）ISBN 978-4-911265-10-9[13]

## 所属グループ・ユニット
- OCHA NORMA（2021年 - ）